# Tajon Buchanan
Tajon Buchanan (Brampton, 8 februari 1999) is een Canadees voetballer die bij voorkeur als vleugelspeler speelt. Hij speelt bij FC Internazionale Milano.

## Clubcarrière

#### New England Revolution
Op 9 maart 2019 maakte Buchanan zijn opwachting in de MLS tegen Columbus Crew. In zijn eerste seizoen speelde hij tien competitieduels. In zijn tweede seizoen maakte hij drie doelpunten in achtentwintig competitiewedstrijden.

#### Club Brugge
Op 25 augustus 2021 tekende Buchanan een 3-jarig contract bij Club Brugge dat inging per 1 januari 2022. Op 15 januari 2022 maakt hij zijn debuut tegen Sint-Truiden. Op 4 oktober 2022 maakte hij zijn Champions league debuut tegen Athletico Madrid, hij bekroonde het met een assist voor Ferran Jutglà.
In België staat Buchanan gekend door een agressieve speelstijl. Tijdens de wedstrijd tegen KAA Gent in februari 2023 werd hij niet bestraft voor een slag met zijn elleboog in het gezicht van Gift Orban.

## Clubstatistieken
| Seizoen     | Club                   | Competitie          | Competitie | Competitie | Competitie | Beker | Beker | Beker | Internationaal | Internationaal | Internationaal | Totaal | Totaal | Totaal |
| Seizoen     | Club                   | Competitie          | Wed.       | Dlp.       | Ass.       | Wed.  | Dlp.  | Ass.  | Wed.           | Dlp.           | Ass.           | Wed.   | Dlp.   | Ass.   |
| ----------- | ---------------------- | ------------------- | ---------- | ---------- | ---------- | ----- | ----- | ----- | -------------- | -------------- | -------------- | ------ | ------ | ------ |
| 2019        | New England Revolution | Major League Soccer | 10         | 0          | 2          | 1     | 0     | 0     | —              | —              | —              | 11     | 0      | 2      |
| 2020        | New England Revolution | Major League Soccer | 28         | 3          | 3          | 0     | 0     | 0     | —              | —              | —              | 28     | 3      | 3      |
| 2021        | New England Revolution | Major League Soccer | 28         | 9          | 6          | 0     | 0     | 0     | —              | —              | —              | 28     | 9      | 6      |
| Club Totaal | Club Totaal            | Club Totaal         | 66         | 12         | 11         | 1     | 0     | 0     | 0              | 0              | 0              | 67     | 12     | 11     |
| 2021/22     | Club Brugge            | Jupiler Pro League  | 14         | 1          | 2          | 1     | 0     | 0     | —              | —              | —              | 15     | 1      | 2      |
| 2022/23     | Club Brugge            | Jupiler Pro League  | 8          | 1          | 1          | 1     | 0     | 0     | 4              | 0              | 1              | 13     | 1      | 2      |
| Club Totaal | Club Totaal            | Club Totaal         | 22         | 2          | 3          | 2     | 0     | 0     | 4              | 0              | 1              | 28     | 2      | 4      |
| TOTAAL      | TOTAAL                 | TOTAAL              | 88         | 14         | 14         | 3     | 0     | 0     | 4              | 0              | 1              | 95     | 14     | 15     |

## Interlandcarrière
In juni 2021 debuteerde Buchanan voor Canada in een WK-kwalificatiewedstrijd tegen Aruba. Op 30 juli 2021 scoorde hij zijn eerste interlandtreffer tegen Mexico op de Gold Cup.

## Erelijst
| Competitie             |                        |                        |                        |                        |
| Competitie             | Aantal                 | Jaren                  |                        |                        |
| New England Revolution | New England Revolution | New England Revolution | New England Revolution | New England Revolution |
| ---------------------- | ---------------------- | ---------------------- | ---------------------- | ---------------------- |
| MLS Supporters' Shield | 1x                     | 2021                   |                        |                        |
| Club Brugge            |                        |                        |                        |                        |
| Landskampioen België   | 1x                     | 2021/22                |                        |                        |
| Belgische Supercup     | 1x                     | 2022                   |                        |                        |